# Ondřej Knotek
Ondřej Knotek, né le 31 août 1984 à Sušice, est un homme politique tchèque. Il est député européen depuis 2019 pour le parti ANO 2011.